# Giro di Lombardia 2009
103. edycja wyścigu kolarskiego Giro di Lombardia odbyła się 17 września 2009 roku i liczyła 242 km. Start wyścigu znajdował się w Varese, a meta w Como. Wyścig ten posiadał kategorię 1.HC.

## Klasyfikacja generalna
| M-ce | Imię i nazwisko     | Kraj       | Drużyna           | Czas       |
| ---- | ------------------- | ---------- | ----------------- | ---------- |
| 1.   | Philippe Gilbert    | Belgia     | Silence-Lotto     | 5h 43' 46" |
| 2.   | Samuel Sánchez      | Hiszpania  | Euskaltel-Euskadi | + 0"       |
| 3.   | Aleksandr Kołobniew | Rosja      | Team Saxo Bank    | + 7"       |
| 4.   | Luca Paolini        | Włochy     | Acqua & Sapone    | + 8"       |
| 5.   | Johnny Hoogerland   | Holandia   | Vacansoleil       | + 8"       |
| 6.   | Robert Gesink       | Holandia   | Rabobank          | + 8"       |
| 7.   | Aleksandr Winokurow | Kazachstan | Astana Pro Team   | + 8"       |
| 8.   | Daniel Martin       | Irlandia   | Garmin-Slipstream | + 8"       |
| 9    | Juan Jose Cobo      | Hiszpania  | Fuji-Servetto     | + 8"       |
| 10.  | Cadel Evans         | Australia  | Silence-Lotto     | + 8"       |
|      |                     |            |                   |            |
| 50.  | Michał Gołaś        | Polska     | Vacansoleil       | + 2' 53"   |
| 78.  | Sylwester Szmyd     | Polska     | Liquigas          | + 6' 02"   |
| 88.  | Bartosz Huzarski    | Polska     | ISD Cycling Team  | + 6' 52"   |